# Herrlisheim
Herrlisheim je občina v departmaju Bas-Rhin francoske regije Alzacija.
Leta 1990 je v občini živelo 3 877 oseb oz. 270 oseb/km².